# 芭芭拉·乔斯林
芭芭拉·乔斯林（英語：Barbara Joscelyne，1959年5月9日—），英国女子田径运动员。她曾代表英国参加1980年和1984年夏季残疾人奥林匹克运动会田径比赛，获得四枚金牌和二枚银牌。